# مجید شریف واقفی
مجید شریف واقفی (مهر ۱۳۲۷ – ۱۶ اردیبهشت ۱۳۵۴) از دانشجویان دانشگاه صنعتی آریامهر و یکی از رهبران سازمان مجاهدین خلق بود که توسط دیگر اعضای سازمان به خاطر تعلقات اسلامی کشته شد. بعد از انقلاب ۱۳۵۷، دانشگاه صنعتی آریامهر در تهران به نام او (دانشگاه صنعتی شریف) تغییر نام داده شد.

## زندگی
شریف واقفی در مهر ماه سال ۱۳۲۷ در یک خانواده مذهبی در شهر اصفهان به دنیا آمد اما خانواده او اصالتاً به شهرستان نطنز در استان اصفهان تعلق دارند. بعد از چند روز از تولد او، پدرش که کارمند اداره فرهنگ و هنر بود، به شهر اصفهان منتقل شد. وی در سال ۱۳۴۵ بعد از فراغت از تحصیل از دبیرستان ادب برای ادامه تحصیلات خود در رشته مهندسی برق در دانشگاه صنعتی آریامهر، راهی تهران شد. پس از هواداری و عضویت در سازمان مجاهدین خلق، بنابر رسم ازدواج‌های سازمانی، تصمیم گرفته شد شریف واقفی و لیلا زمردیان با یکدیگر ازدواج کنند.

## فعالیت‌های سیاسی
شریف واقفی در سال ۱۳۴۲ در واقعه پانزده خرداد در قم به رهبری سید روح‌الله خمینی، در ردیف کفن‌پوشان برای پشتیبانی از خمینی، راهپیمایی کرد. شریف واقفی با وجود شرایط در آن زمان، عکس‌ها و اعلامیه‌های سید روح‌الله خمینی را در کوچه و بازار نصب می‌کرد. وی پس از ورود به دانشگاه، همراه با دوستان خود انجمن اسلامی آن دانشگاه را بنیان نهاد. سپس برای مبارزه علیه رژیم پهلوی به سازمان مجاهدین خلق پیوست و با صعود در سلسله مراتب آن به یکی از رهبران سازمان تبدیل شد. پس از مدتی بعضی از سران این گروه تصمیم گرفتند که ایدئولوژی سازمان را از اسلام به مارکسیسم تغییر دهند. شریف واقفی به شدت با این تصمیم به مخالفت پرداخت؛ که این مخالفت باعث اخراج وی از شورای مرکزی شد.
اختلافات تقی شهرام و بهرام آرام با شریف واقفی به حدی بالا گرفت که در مقاله‌ای با عنوان «پرچم مبارزه ایدئولوژیک را برافراشته تر سازیم» که در آذر ماه ۱۳۵۳ در نشریه سازمان چاپ شد؛ شریف واقفی به شدت مورد انتقاد تشکیلاتی قرار گرفت.
شریف واقفی در ۱۶ اردیبهشت ۱۳۵۴ به دلیل اصرار بر هویت اسلامی خود و مخالفت با مارکسیست شدن سازمان مجاهدین خلق و نیز پاره‌ای از اختلافات درون تشکیلاتی بر سر تسلیحات سازمان، به دستور رهبری سازمان، کشته شد.

## فعالیت‌ها
در روز چهارم خرداد ۱۳۵۳ شریف واقفی به همراه همسرش لیلا زمردیان در شرکت جنرال الکتریک بمب‌گذاری نمودند. آنها بمب را داخل یک گلدان کار گذاشته بودند و گلدان را روی ماشین صاحب شرکت قرار داده بودند و زمانی که سرایدار کارخانه، عبدالله سلیمانی گلدان را می‌بیند و می‌خواهد بردارد، بمب منفجر شده و جانش را از دست می‌دهد. در این بمب‌گذاری سرایدار شرکت جنرال الکتریک کشته شد. شریف واقفی و لیلا زمردیان هر دو تحت تعقیب کمیته مشترک ضد خرابکاری و مبارزه با تروریسم ساواک بودند. گفته می‌شود که زمردیان در یک تعقیب و گریز توسط ساواک، در نهایت از فرار ناامید شده و با قرص سیانور خودکشی می‌کند.

## انشعاب و ترور

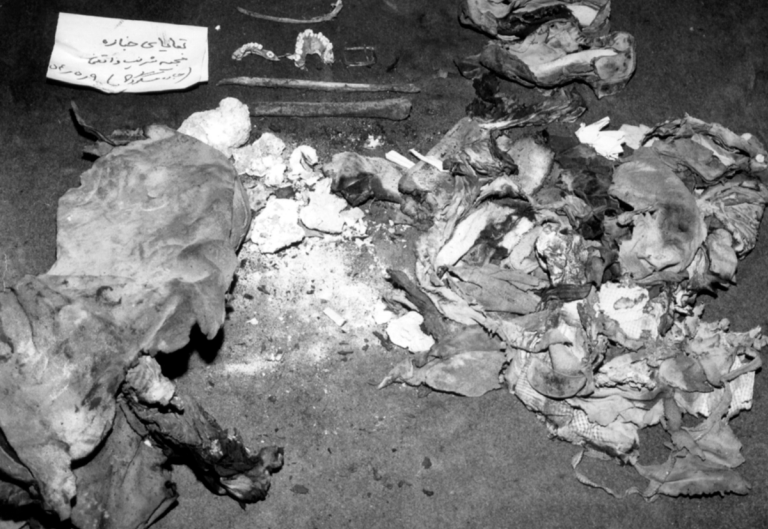
بقایای جسد شریف واقفی

لیلا زمردیان همسر سازمانی وی به مرکزیت سازمان خبر داد که مجید قصد تأسیس شاخه اسلامی مجاهدین خلق را دارد و در حال عضوگیری از اعضایی است که هنوز به اسلام وفادارند. به دنبال آن با ابلاغ سازمان، قراری بین وحید افراخته با مجید در ساعت ۴ بعد از ظهر روز ۱۶ اردیبهشت ماه ۱۳۵۴ در سه راه بوذرجمهری نو (۱۵ خرداد شرقی) گذاشته می‌شود. هنگامی که وی بر سر قرار حاضر می‌شود توسط وحید افراخته و محسن سید خاموشی کشته شده و سپس برای جلوگیری از هویت یابی، جسدش توسط حسین سیاه‌کلاه و محسن سید خاموشی، سوزانده می‌شود و آن را در محل دفن زباله‌ها در خارج از تهران می‌اندازند، اما بعد از دستگیری وحید افراخته و محسن سید خاموشی، جسد توسط ساواک کشف و شناسایی می‌شود.
پس از انقلاب ۱۳۵۷، تقی شهرام در دادگاه به اتهام دست داشتن در تصفیه فیزیکی مجید شریف واقفی به اعدام محکوم شد.

## یادبود
- پس از انقلاب با پیشنهاد فضل‌الله صلواتی به یاد مجید شریف واقفی، دانشگاه صنعتی آریامهر به دانشگاه صنعتی شریف تغییر نام پیدا کرد.
- یکی از خیابان‌های اصلی شهرهای اصفهان، سمنان و نطنز به نام وی نام‌گذاری شده است.
- در ۱۶ اردیبهشت سال ۱۳۹۰، کنگره بزرگداشت شریف واقفی در زادگاه مادری اش نطنز با حضور ریاست دانشگاه صنعتی شریف، استادان و خانواده مجید شریف واقفی برگزار شد.

## فیلم سیانور
فیلم سینمایی سیانور به بخش‌هایی از زندگی شریف واقفی می‌پردازد. این فیلم به کارگردانی بهروز شعیبی و محصول سال ۱۳۹۴ است.

## خانواده
مجید شریف واقفی، فرزند سید حبیب‌الله شریف واقفی (زاده: ۱۲۸۱ خورشیدی، نطنز - درگذشت: ۱۰ بهمن ۱۳۴۷ خورشیدی، اصفهان - آرامگاه: گورستان تخت فولاد، تکیه امام جمعه)، یکی از هنرمندان نامدار اصفهان در زریبافی است.